# Juan Cuevas
Juan Ezequiel Cuevas Navarro (Coronel Pringles, Provincia de Buenos Aires, Argentina, 4 de junio de 1988) es un futbolista argentino naturalizado mexicano que se desempeña como extremo por ambas bandas y juega en San Martín de Tucumán, de la Primera Nacional de Argentina.

## Biografía
Su posición natural es la de enganche o mediapunta.  Habitualmente juega de mediocampista o delantero. Es un jugador muy veloz, muy desequilibrante con buen control, aunque su contextura física le juega en contra para entrar en el roce físico. 
En 2012 se casa con Isabel Giménez. Tiene una hija llamada Pilar Cuevas nacida el 2 de febrero de 2009

## Trayectoria
Hizo las inferiores en novena para el Centro de Almaceneros Deportivo de Coronel Pringles junto al "Pibe" Campos ( 9 de área devenido en 4 rústico) y de Octava a Cuarta en Gimnasia. Debutó en primera el 6 de mayo de 2006, en Rosario, frente a Newell's, partido que Gimnasia terminaría ganando por 3-2. Desde esa fecha, alternó entre la reserva y la primera, afianzándose en el equipo de primera en el año 2007. 
El 30 de junio de 2010 fue vendido al Deportivo Toluca en una suma cercana a USD$ 900.000. En enero del 2011, fue cedido a préstamo por un año para el Club San Luis. Sin embargo, en junio del 2011 recaló en el Atlante. En el fútbol mexicano marcó 6 goles en 54 partidos.
En julio de 2012 se desvincula del Toluca aclarando que ya no quería vivir más en México. El 27 del corriente mes confirma su vuelta a Gimnasia y Esgrima La Plata rechazando ofertas del exterior por el término de un año. Sin embargo no tuvo un buen campeonato, ya que no encontró un buen nivel futbolístico, y alterno el banco de suplentes. En diciembre, aún con algunas fechas por jugarse, recibe una importante oferta para volver a jugar al San Luis Mexicano, y rescinde su contrato para volver a jugar en México. Y a los 6 meses de San Luis, llega a préstamo a Estudiantes Tecos, en la ciudad de Guadalajara, Jalisco. El técnico era Manuel Vidrio, y a los 4 meses, cuando las cosas no iban bien, tomó el timón del equipo, el español, Paco Ayestaran. 

## Estadísticas

### Clubes
Actualizado hasta su último partido disputado el 17 de agosto de 2025.
| Club                              | Div.          | Temporada     | Liga  | Liga  | Liga   | Copas nacionales | Copas nacionales | Copas nacionales | Torneos internacionales | Torneos internacionales | Torneos internacionales | Total | Total | Total  |
| Club                              | Div.          | Temporada     | Part. | Goles | Asist. | Part.            | Goles            | Asist.           | Part.                   | Goles                   | Asist.                  | Part. | Goles | Asist. |
| --------------------------------- | ------------- | ------------- | ----- | ----- | ------ | ---------------- | ---------------- | ---------------- | ----------------------- | ----------------------- | ----------------------- | ----- | ----- | ------ |
| Gimnasia y Esgrima (LP) Argentina | 1.ª           | 2005-06       | 2     | 0     | 0      | —                | —                | —                | 4                       | 0                       | 0                       | 6     | 0     | 0      |
| Gimnasia y Esgrima (LP) Argentina | 1.ª           | 2006-07       | 15    | 0     | 0      | —                | —                | —                | —                       | —                       | —                       | 15    | 0     | 0      |
| Gimnasia y Esgrima (LP) Argentina | 1.ª           | 2007-08       | 23    | 3     | 2      | —                | —                | —                | —                       | —                       | —                       | 23    | 3     | 2      |
| Gimnasia y Esgrima (LP) Argentina | 1.ª           | 2008-09       | 32    | 4     | 2      | —                | —                | —                | —                       | —                       | —                       | 32    | 4     | 2      |
| Gimnasia y Esgrima (LP) Argentina | 1.ª           | 2009-10       | 26    | 3     | 1      | —                | —                | —                | —                       | —                       | —                       | 26    | 3     | 1      |
| Gimnasia y Esgrima (LP) Argentina | 2.ª           | 2012-13       | 13    | 0     | 0      | —                | —                | —                | —                       | —                       | —                       | 13    | 0     | 0      |
| Gimnasia y Esgrima (LP) Argentina | Total club    | Total club    | 111   | 10    | 5      | 0                | 0                | 0                | 4                       | 0                       | 0                       | 115   | 10    | 5      |
| Deportivo Toluca F. C. · México   | 1.ª           | A-2010        | 15    | 0     | 0      | —                | —                | —                | 5                       | 5                       | 1                       | 20    | 5     | 1      |
| Deportivo Toluca F. C. · México   | Total club    | Total club    | 15    | 0     | 0      | 0                | 0                | 0                | 5                       | 5                       | 1                       | 20    | 5     | 1      |
| San Luis F. C. · México           | 1.ª           | C-2011        | 12    | 1     | 1      | —                | —                | —                | 6                       | 0                       | 1                       | 18    | 1     | 2      |
| San Luis F. C. · México           | 1.ª           | C-2013        | 14    | 1     | 3      | 3                | 3                | 0                | —                       | —                       | —                       | 17    | 4     | 3      |
| San Luis F. C. · México           | Total club    | Total club    | 26    | 2     | 4      | 3                | 3                | 0                | 6                       | 0                       | 1                       | 35    | 5     | 5      |
| Atlante F. C. · México            | 1.ª           | 2011-12       | 30    | 6     | 3      | —                | —                | —                | —                       | —                       | —                       | 30    | 6     | 3      |
| Atlante F. C. · México            | Total club    | Total club    | 30    | 6     | 3      | 0                | 0                | 0                | 0                       | 0                       | 0                       | 30    | 6     | 3      |
| Estudiantes Tecos · México        | 2.ª           | 2013-14       | 32    | 9     | 0      | 6                | 1                | 0                | —                       | —                       | —                       | 38    | 10    | 0      |
| Estudiantes Tecos · México        | Total club    | Total club    | 32    | 9     | 0      | 6                | 1                | 0                | 0                       | 0                       | 0                       | 38    | 10    | 0      |
| Mineros de Zacatecas · México     | 2.ª           | 2014-15       | 29    | 14    | 2      | 2                | 0                | 0                | —                       | —                       | —                       | 31    | 14    | 2      |
| Mineros de Zacatecas · México     | 2.ª           | A-2015        | 19    | 11    | 6      | 3                | 0                | 0                | —                       | —                       | —                       | 22    | 11    | 6      |
| Mineros de Zacatecas · México     | 2.ª           | C-2017        | 19    | 3     | 0      | 3                | 0                | 0                | —                       | —                       | —                       | 22    | 3     | 0      |
| Mineros de Zacatecas · México     | Total club    | Total club    | 67    | 28    | 8      | 8                | 0                | 0                | 0                       | 0                       | 0                       | 75    | 28    | 8      |
| Club León · México                | 1.ª           | C-2016        | 20    | 0     | 2      | 3                | 2                | 0                | —                       | —                       | —                       | 23    | 2     | 2      |
| Club León · México                | 1.ª           | A-2016        | 11    | 0     | 0      | 3                | 0                | 0                | —                       | —                       | —                       | 14    | 0     | 0      |
| Club León · México                | Total club    | Total club    | 31    | 0     | 2      | 6                | 2                | 0                | 0                       | 0                       | 0                       | 37    | 2     | 2      |
| Everton de Viña del Mar · Chile   | 1.ª           | 2017          | 15    | 7     | 3      | 2                | 1                | 0                | —                       | —                       | —                       | 17    | 8     | 3      |
| Everton de Viña del Mar · Chile   | 1.ª           | 2018          | 26    | 3     | 5      | —                | —                | —                | 2                       | 1                       | 1                       | 28    | 4     | 6      |
| Everton de Viña del Mar · Chile   | 1.ª           | 2019          | 18    | 5     | 1      | 4                | 1                | 0                | —                       | —                       | —                       | 22    | 6     | 1      |
| Everton de Viña del Mar · Chile   | 1.ª           | 2020          | 28    | 13    | 3      | —                | —                | —                | —                       | —                       | —                       | 28    | 13    | 3      |
| Everton de Viña del Mar · Chile   | 1.ª           | 2021          | 25    | 3     | 2      | 9                | 0                | 1                | —                       | —                       | —                       | 34    | 3     | 3      |
| Everton de Viña del Mar · Chile   | 1.ª           | 2022          | 13    | 3     | 3      | 1                | 1                | 0                | 9                       | 1                       | 1                       | 23    | 5     | 4      |
| Everton de Viña del Mar · Chile   | 1.ª           | 2023          | 15    | 1     | 2      | 2                | 0                | 0                | —                       | —                       | —                       | 17    | 1     | 2      |
| Everton de Viña del Mar · Chile   | Total club    | Total club    | 140   | 35    | 19     | 18               | 3                | 1                | 11                      | 2                       | 2                       | 169   | 40    | 22     |
| San Martín (T) Argentina          | 2.ª           | 2024          | 40    | 4     | 4      | 1                | 0                | 1                | —                       | —                       | —                       | 41    | 4     | 5      |
| San Martín (T) Argentina          | 2.ª           | 2025          | 23    | 4     | 1      | 2                | 0                | 0                | —                       | —                       | —                       | 25    | 4     | 1      |
| San Martín (T) Argentina          | Total club    | Total club    | 63    | 8     | 5      | 3                | 0                | 1                | 0                       | 0                       | 0                       | 66    | 8     | 6      |
| Total carrera                     | Total carrera | Total carrera | 515   | 98    | 46     | 44               | 9                | 2                | 26                      | 7                       | 4                       | 585   | 114   | 52     |
| 1. 2.                             |               |               |       |       |        |                  |                  |                  |                         |                         |                         |       |       |        |